# World Baseball Classic

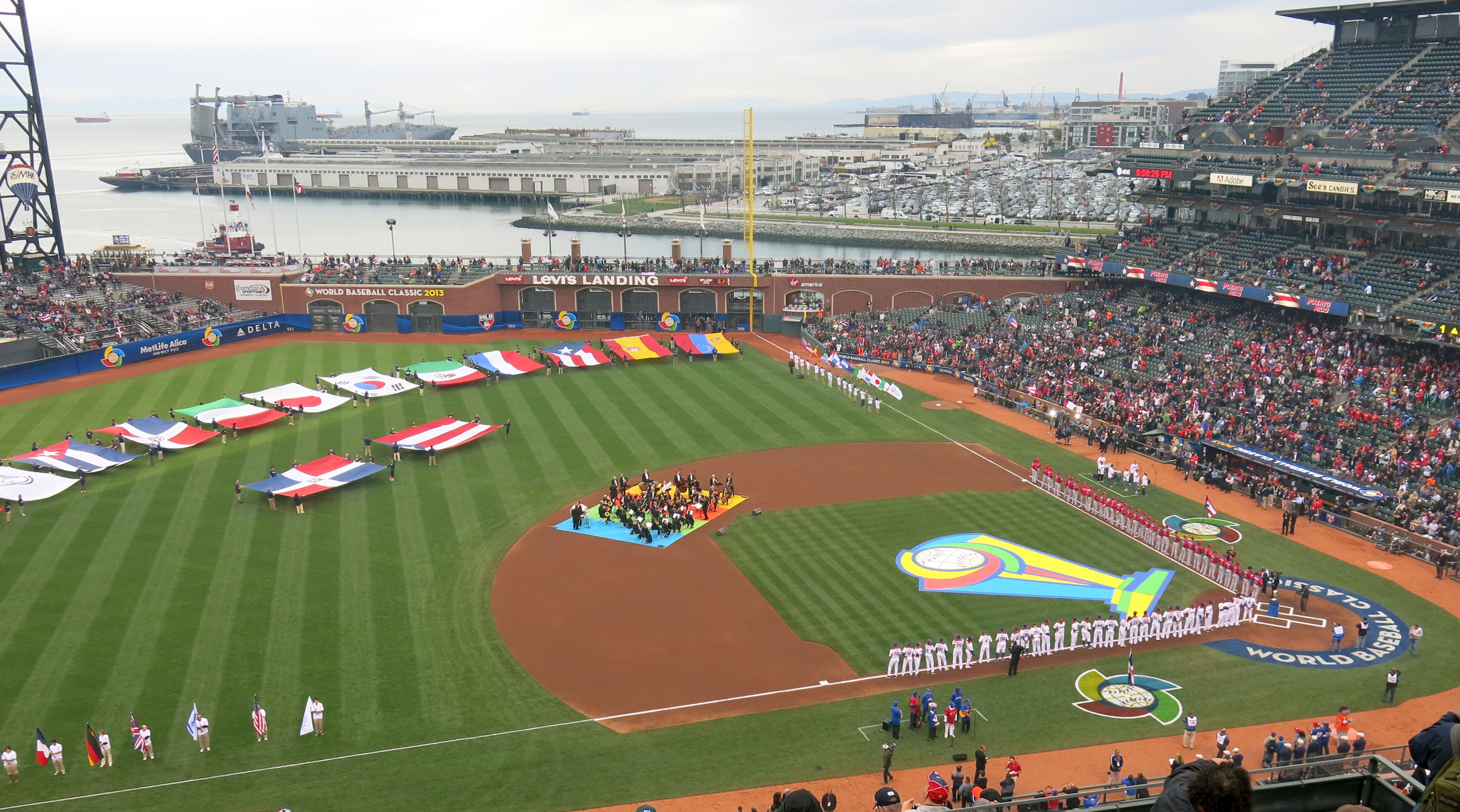
Lễ khai mạc chung kết WBC năm 2013

Giải bóng chày Siêu kinh điển thế giới (tiếng Anh: World Baseball Classic, viết tắt là WBC), hay còn gọi là the Classic hay World Cup bóng chày, là giải bóng chày dành cho các đội tuyển quốc gia do Liên đoàn Bóng chày và Bóng mềm thế giới (WBSC),, cơ quan quản lí cao nhất của môn thể thao này trên toàn thế giới, tổ chức với sự hợp tác cùng Major League Baseball (MLB) và Hiệp hội cầu thủ Major League Baseball (MLBPA). Đội tuyển vô địch sẽ nhận được cúp vô địch World Baseball Classic cũng như danh hiệu Vô địch Thế giới. Đây là giải đấu duy nhất trong số hai giải đấu bóng chày quốc tế lớn thuộc quyền quản lí của WBSC mà đội tuyển chiến thắng được công nhận là nhà Vô địch Thế giới (giải còn lại là WBSC Premier12),.
Ý tưởng tổ chức giải đấu được MLB và Hiệp hội cầu thủ đề xuất vào năm 2005, và giải sau đó lần đầu tiên được tổ chức năm 2006, dưới thể thức tuyển chọn các đội tuyển tham dự. Giải đấu từng tồn tại song song với môn bóng chày tại Olympic và Baseball World Cup cùng dưới sự quản lí của Liên đoàn Bóng chày Quốc tế, tiền thân của WBSC. Tuy nhiên, giải Baseball World Cup dừng tổ chức sau kì 2011, sau khi WBSC tán thành đề nghị từ MLB và biến WBC trở thành giải đấu vô địch thế giới duy nhất cấp đội tuyển quốc gia, với điều kiện giải sẽ áp dụng thể thức vòng loại để chọn đội tuyển tham dự and tuân thủ luật chống doping quốc tế.
Sau khi hai kì đầu tiên tổ chức cách nhau 3 năm, giải World Baseball Classic được thống nhất là sẽ tổ chức 4 năm một lần kể từ kì 2009, và các kì sau được tổ chức vào các năm 2013 và 2017. Tuy nhiên, do tác đông của đại dịch COVID-19, giải bị hoãn trong 2 năm trước khi diễn ra kì thứ 5 va năm 2023, với Nhật Bản, the Cộng hòa Dominica, and the Mĩ đã giành chức vô địch. Tính tới sau kì 2023, Nhật Bản là đội tuyển duy nhất từng vô địch giải đấu nhiều hơn 1 lần.
WBC là giải bóng chày đầu tiên trong lịch sử được tất cả các giải chuyên nghiệp hàng đầu, đặc biệt là Major League Baseball and Nippon Professional Baseball (NPB), đồng ý nhả cầu thủ để thi đấu cho đội tuyển quốc gia. Không chỉ là nơi các cầu thủ hàng đầu thế giới có cơ hội đại diện cho quốc gia của mình, World Baseball Classic còn là giải đấu giúp thúc đẩy sự phố biến của bóng chày trên toàn cầu. Tính tới World Baseball Classic 2023, giải đấu đã trở thành một trong những sự kiện thể thao được theo dõi nhiều nhất trên thế giới.

## Tiền thân và thành lập
Trước khi giải WBC ra đời, chưa từng có giải vô địch bóng chày quốc tế nào được sự tham gia của đông đảo các cầu thủ trên toàn cầu. Bên ngoài nước Mỹ, "giải vô địch thế giới" được công nhận chính thức là IBAF Baseball World Cup (Cúp Bóng chày Thế giới), được Liên đoàn Bóng chày Quốc tế (IBAF) công nhận và tổ chức 38 lần từ năm 1938 đến năm 2011, trong đó trước năm 1988 giải mang tên Amateur World Series (Serie vô địch không chuyên thế giới). Lần đầu tiên giải đấu trên được tổ chức tại Vương quốc Anh và Hoa Kỳ trong với năm trận đấu từ ngày 13 đến ngày 20 tháng 8 tại Anh và Vương quốc Anh đã giành chức vô địch. Cuba là đội thành công nhất tại Cúp Thế giới với 25 danh hiệu vô địch trong số 39 lần tổ chức.
Trong khi đó tại Thế vận hội mùa hè, bóng chày là môn tổ chức không thường xuyên từ năm 1912. Nhưng phải tới Thế vận hội 1984, bóng chày mới được công nhận là môn thể thao biểu diễn chính thức, và phải tới Thế vận hội năm 1992 mới được công nhận là môn thể thao tranh huy chương.
Trong phần lớn lịch sử, Thế vận hội và Cúp Bóng chày Thế giới chỉ dành cho các vận động viên không chuyên nghiệp; do đó, những người tham gia các giải bóng chày chuyên nghiệp hàng đầu ở Hoa Kỳ, Nhật Bản và những nơi khác không được phép tham gia. Cả hai giải đấu trên đều chính thức hủy bỏ quy chế cấm VĐV chuyên nghiệp vào những năm 1990, nhưng vẫn nhận được rất ít sự hưởng ứng từ các cầu thủ đỉnh cao, đặc biệt tại MLB. Tuy nhiên, người ta đã cân nhắc ý tưởng về một giải đấu hưởng ứng sự tham gia của các cầu thủ bóng chày chuyên nghiệp hàng đầu kể từ giữa thập niên 1990. Tranh thủ sự ủng hộ của chủ tịch IBAF Aldo Notari, Gene Orza, cố vấn và thành viên hội đồng quản trị của Hiệp hội cầu thủ Major League Baseball (MLBPA), bắt đầu vận động thành lập một giải đấu như vậy vào năm 2004.  Ý tưởng được Ủy viên MLB Bud Selig và chủ tịch MLBPA Donald Fehr chấp thuận, qua công bố thành lập giải World Baseball Classic (Siêu kinh điển Bóng chày Thế giới - WBC) vào ngày 11 tháng 5 năm 2005.   Sự thành công của giải đấu năm 2006 đã khiến ban tổ chức ngay lập tức bắt đầu lên kế hoạch cho giải đấu tiếp theo vào năm 2009. 
IBAF sau đó đã sáp nhập với Liên đoàn Bóng mềm Quốc tế vào năm 2013 để thành lập Liên đoàn bóng chày bóng mềm thế giới (WBSC). Cùng năm đó, WBSC tuyên bố chấm dứt tổ chức Cúp Bóng chày Thế giới kể từ lần cuối cùng năm 2011, khiến giải WBC trở thành một trong hai giải đấu bóng chày quốc tên chính được WBSC công nhận, cùng với giải 12 Anh tài (WBSC Premier12).

### Vị thế
Khác với WBSC Premier12, WBC là giải đấu duy nhất trao cho đội tuyển vô địch danh hiệu "Nhà vô địch thế giới" , với việc là giải đấu cấp đội tuyển quốc gia duy nhất cho phép cầu thủ thi đấu tại Major League Baseball tham gia, và vì vậy đạt được sự hiện diện của các đội tuyển xuất sắc nhất toàn cầu.  Mặc dù vậy, một điều gây tranh cãi là đội tuyển vô đich giải WBSC Premier12 được cộng điểm nhiều hơn nhà vô địch World Baseball Classic trên Bảng xếp hạng thế giới của WBSC.
Tuy nhiên, thế giới bóng chày nói chung vẫn công nhận World Baseball Classic trên thực tế là giải đấu bóng chày quốc tế số một toàn cầu, thậm chí thường gọi nó là "World Cup bóng chày" như một phép ví von vị thế giải đấu này với FIFA World Cup. 

## Lịch sử giải đấu

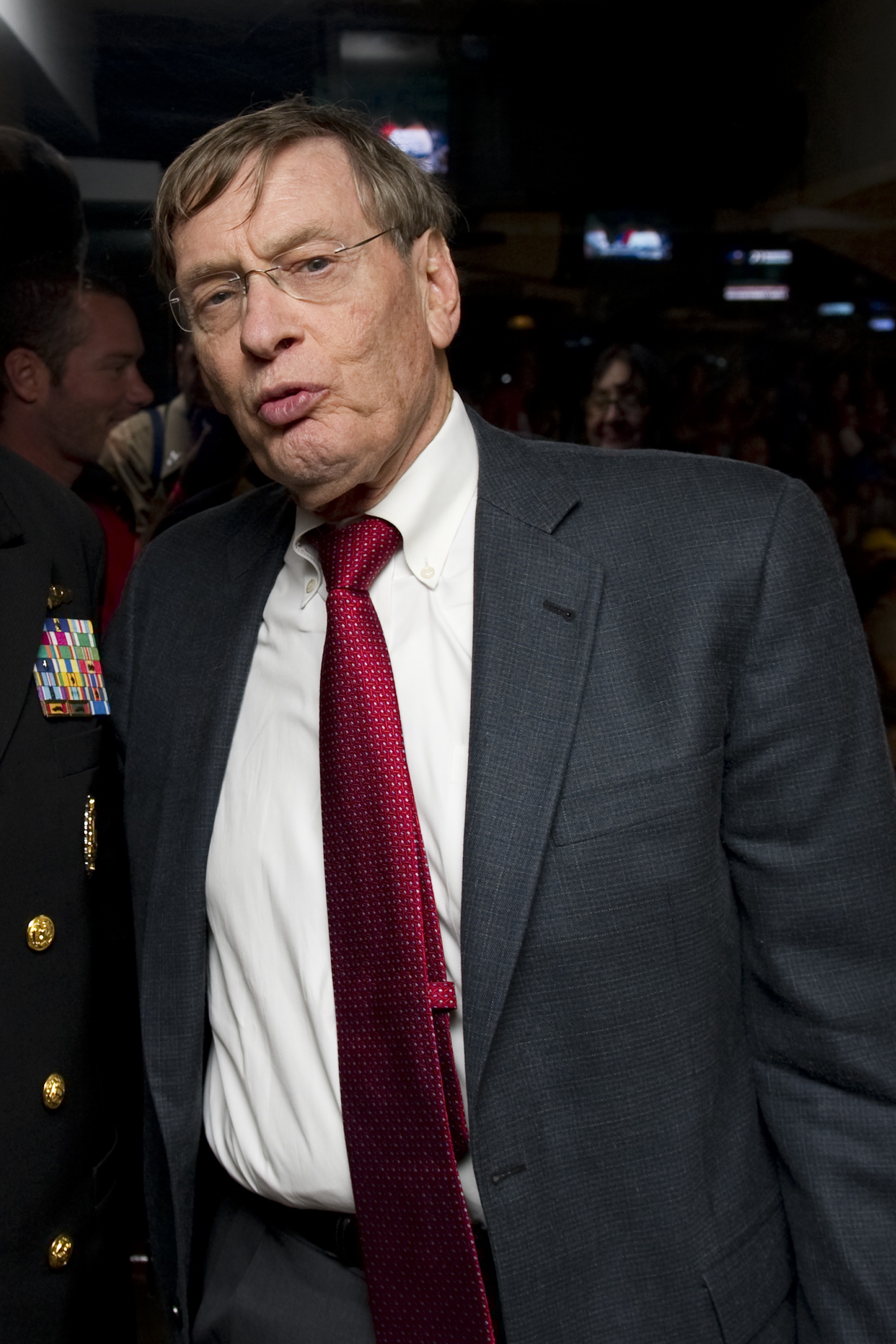
Ủy viên MLB Bud Selig là động lực thúc đẩy việc thành lập giải WBC

Giải đấu World Baseball Classic được Bud Selig, ủy viên Major League Baseball, công bố thành lập kì đầu tiên vào tháng 5 2005  Trước đó, Major League Baseball đã cố gắng tạo ra một giải đấu quốc tế như vậy trong ít nhất hai năm, nhưng đã gặp phải sự phản đối gay gắt từ giới chủ và Hiệp hội cầu thủ (MLBPA). Giới chủ các câu lạc bộ MLB, đặc biệt là chủ sở hữu New York Yankees George Steinbrenner, lo ngại việc các cầu thủ ngôi sao của họ bị thương khi thi đấu quốc tế trước khi bắt đầu huấn luyện mùa xuân và mùa giải. Đây cũng là một mối quan ngại của MLBPA, nhưng phản đối chính của họ là về xét nghiệm doping: MLB muốn các tiêu chuẩn chống doping nghiêm ngặt của Thế vận hội tại giải đấu, trong khi MLBPA muốn áp dụng tiêu chuẩn MLB lỏng lẻo hơn được áp dụng lúc bấy giờ.  Cuối cùng, một thỏa thuận đã được đưa ra về bảo hiểm cho hợp đồng các cầu thủ và một tiêu chuẩn xét nghiệm doping khá nghiêm ngặt, trong đó các đội MLB không được trực tiếp ngăn cản cầu thủ của mình tham gia.
Tương tự như vậy, Nippon Professional Baseball (NPB) và hiệp hội cầu thủ của giải đấu này đã có bất đồng quan điểm về việc cho cầu thủ tham gia giải đấu. Trong khi các chủ sở hữu đồng ý với lời mời, thì hiệp hội cầu thủ lại quan ngại về thời điểm tổ chức trong năm đối với lịch thi đấu và thể trạng cầu, cũng yêu cầu cải thiện quyền của các cầu thủ tại giải đấu năm 2009 . Vào ngày 16 tháng 9 năm 2005, sau bốn tháng đàm phán, NPB chính thức thông báo với IBAF và MLB rằng họ đã chấp nhận lời mời tham gia.

### 2006–09: Chức vô địch liên tiếp của Samurai Japan
16 đội tham dự giải đấu đầu tiên năm 2006 được lựa chọn trước không qua một vòng loại nào, bao gồm các quốc gia được đánh giá là "quốc gia có nền bóng chày phát triển nhất" trên thế giới.  Thể thức giải đấu bao gồm vòng tròn tính điểm ở 4 bảng vòng một và 2 bảng vòng hai, tiếp theo là các trận bán kết và chung kết. Trận đấu đầu tiên trong lịch sử WBC chứng kiến Hàn Quốc đánh bại Đài Bắc Trung Hoa với tỷ số 2–0 trước sự chứng kiến của 5.193 khán giả tại Tokyo Dome vào ngày 3 tháng 3 năm 2006. Hàn Quốc đã tiến vào bán kết với thành tích 6 trận bất bại nhưng để thua Nhật Bản (đội mà Hàn Quốc đã đánh bại hai lần ở các vòng trước) giành quyền vào trận chung kết. Trong khi đó, Cuba đã đánh bại Cộng hòa Dominica ở trận bán kết còn lại. Cuba tiến vào chung kết chỉ thua hai trận trước Puerto Rico ở vòng đầu tiên và trước Cộng hòa Dominica ở vòng hai, trong Nhật Bản đã thua ba trận (hai lần trước Hàn Quốc và một trận trước Hoa Kỳ ở vòng hai). Điều này đã gây ra tranh cãi về thể thức thi đấu vì Hàn Quốc có thành tích chung cuộc và thành tích đối đầu tốt hơn Nhật Bản vào cuối giải đấu. Vì vậy, Cuba được đánh giá là cửa trên . Đội có tỷ lệ chiến thắng cao hơn trong và được xếp tấn công sau tại trận chung kết.

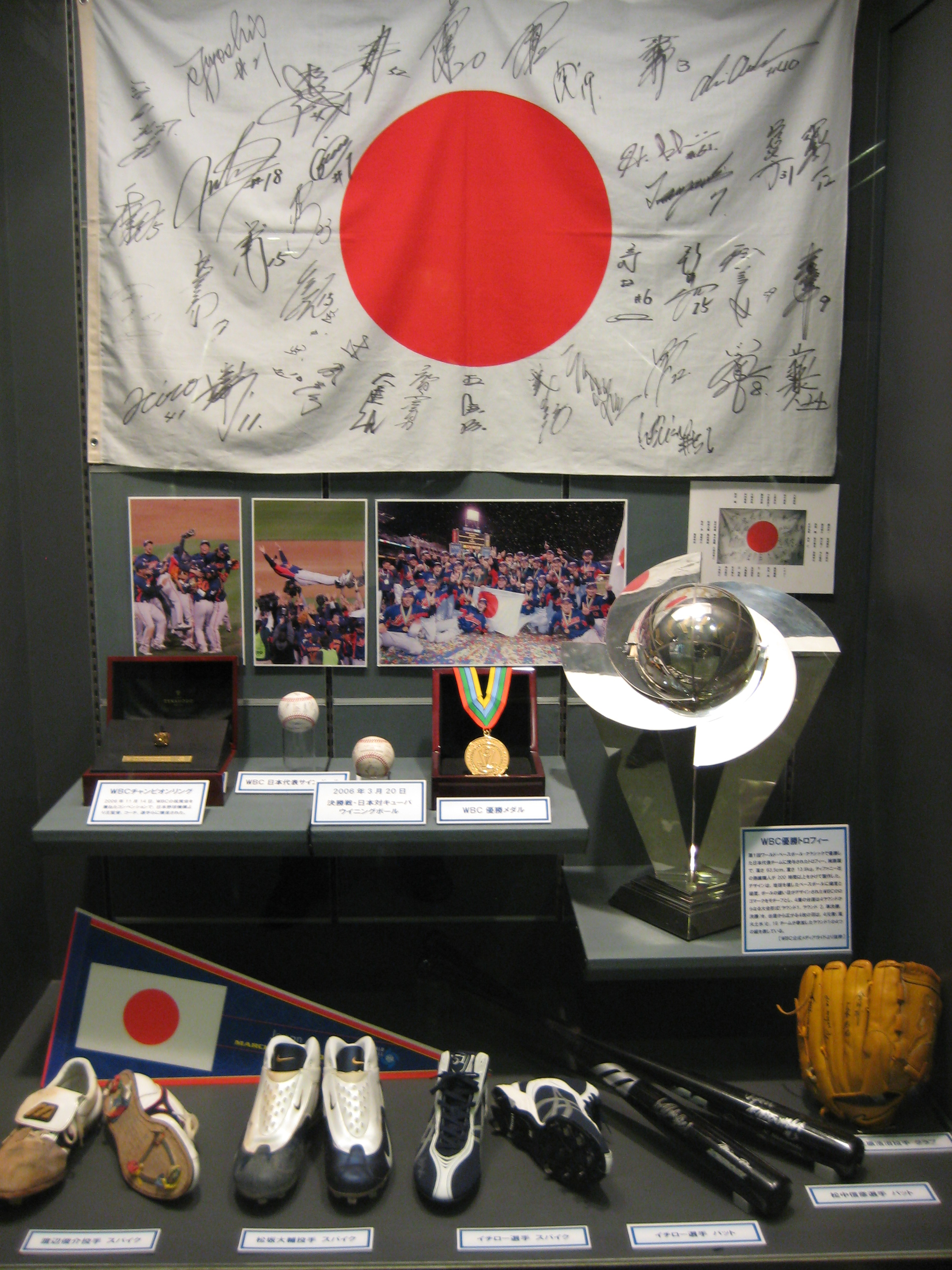
Cúp WBC năm 2006, nằm tại Đại sảnh danh vọng bóng chày Nhật Bản

Trận đấu bắt đầu diễn ra khi tay ném chủ công của Nhật Bản - Matsuzaka Daisuke - chỉ để lọt bốn hit, một điểm và năm lần strike-out tính tơi cuối hiệp thứ 4, cùng phong cách ném bóng gyroball . Trên mặt trận tấn công, Nhật Bản đã ghi được 6 điểm nhờ khả năng đập bóng bỏ nhỏ của Suzuki Ichirō . Khi dàn ném hộ công của Nhật Bản tiếp quản bục ném ở hiệp thứ 6, Cuba đã vùng lên mạnh mẽ trong suốt thời gian còn lại của trận đấu với những cú đánh mạnh . Đến cuối hiệp thứ tám, cách biệt chỉ còn một điểm nghiêng về phía Nhật Bản nhờ cú home run của Frederich Cepeda, người đã đánh về 3 điểm vào cuối trận. Sang hiệp thứ chín, Nhật Bản phản công bằng việc đẩy mạnh lượt tấn công trước Cuba, dẫn đến tỷ số chung cuộc là 10-6. Sau trận chung kết, đáng chú ý là sự quan tâm hơn từ Major League Baseball tới giải đấu, sự gia tăng làn sóng vượt biên của các cầu thủ người Cuba cho đến vai trò của Matsuzaka đối với hành trình vô địch World Series của Boston Red Sox ở mùa giải năm sau.
Giải đấu tiếp theo diễn ra vào năm 2009, vẫn có sự góp mặt của 16 đội tham gia năm 2006. Tuy nhiên, thể thức vòng tròn gây tranh cãi từ năm 2006 đã được thay thế bằng thể thức loại kép tại các bảng đấu cho hai vòng đầu tiên (vòng bán kết và trận chung kết vẫn là loại trực tiếp). Tám đội lọt vào vòng đầu tiên giống như năm 2006, ngoại trừ màn trình diễn của ngựa ô Hà Lan, đội đã hai lần đánh bại Cộng hòa Dominica để lọt vào vòng hai. Ở vòng bán kết, Hàn Quốc đã đánh bại Venezuela trong khi Nhật Bản đánh bại Hoa Kỳ . Hàn Quốc đã thắng thủ tục tung đồng xu để được chỉ định tấn công sau cho trận chung kết. 
Nhật Bản là đội ghi điểm đầu tiên nhờ cú hit đơn đánh về 1 điểm của Ogasawara Michihiro ở hiệp thứ ba. Choo Shin-Soo đã cân bằng tỉ số 1-1 với một cú home run ở hiệp thứ năm. Với chân chạy ở chốt thứ nhất và thứ ba, Nakajima Hiroyuki đã đánh một cú hit đơn đưa Uchikawa Seiichi về ghi điểm, giúp Nhật Bản dẫn trước 2−1.  Hàn Quốc đã không tận dụng được việc tay ném Nhật Bản Iwakuma Hisashi có dấu hiệu kiệt sức, khi không ghi được điểm ở hiệp thứ bảy trước Nhật Bản thay Iwakuma ra sau hai out. Uchikawa đánh một hit đơn ở đầu hiệp thứ tám, và Inaba Atsunori ghi một hit đúp đưa Uchikawa vào thế ghi điểm, và Uchikawa ghi điểm sau pha bóng bổng thế mang của Iwamura Akinori, trước khi Jong Hyun-wook đã loại những tay đánh bóng còn lại để kết thúc hiệp đấu. 
Nhật Bản đưa tay ném chốt hạ là Darvish Yū vào sân ở cuối hiệp thứ chín với tỷ số dẫn trước 3−2. Darvish đã loại strike-out Jeong Keun-woo, nhưng đã đẩy lên chốt Kim Hyun-soo và Kim Tae-kyun để đưa đội Hàn Quốc có chân chạy ở chốt một và hai với một out. Sau đó Darvish đã loại strike-out Choo và chỉ còn cách chiến thắng một out. Nhưng Lee Bum-ho đã ghi 1 hit đơn, đưa Lee Jong-wook ghi điểm gỡ hòa 3 đều và đưa trận đấu vào hiệp phụ .  Lim Chang-yong đảm nhận ném bóng cho Hàn Quốc ở hiệp thứ mười. Uchikawa và Iwamura một người ghi một hit đơn đưa Nhật Bản vào thế chân chạy ở chốt một và ba với hai out. Cách việc bị loại 1 bóng tốt, Ichiro đã kẻ một cú hit qua giữa sân giúp Iwamura và Uchikawa ghi điểm. Lim sau đó ném bóng vào người Nakajima và cố tình đưa Aoki Norichika lên chốt để đối mặt với Jōjima Kenji, người chưa có cú hit nào từ đầu trận. Lim đã có thể strike-out Jōjima và đưa trận đấu vào cuối hiệp thứ mười. Darvish đã nhanh chóng đánh bại Hàn Quốc, kết thúc bằng một cú ném loại Jeong Keun-woo để cùng Nhật Bản bảo vệ thành công chức vô địch.  
Cầu thủ ném bóng Matsuzaka Daisuke của Nhật Bản đã được trao giải Cầu thủ xuất sắc nhất giải đấu lần thứ hai liên tiếp, với thành tích 3−0 và tỉ lệ mất điểm (ERA) 2,45.  
Sau trận đấu, thủ tướng Nhật Bản Taro Aso đã ngay lập tức chúc mừng chiến thắng của đội tuyển. Bên kia chiến tuyến, Tổng thống Lee Myung-bak đã mời đội tuyển Hàn Quốc diện kiến và đã có lời động viên.

### 2013: Vòng loại trực tiếp và "Sức mạnh Trái chuối"

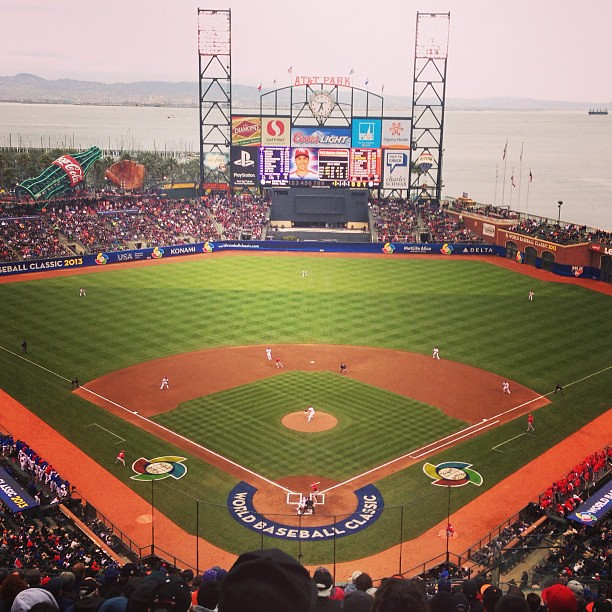
Trận chung kết WBC 2013 giữa Cộng hòa Dominica và Puerto Rico, ngày 20 tháng 3 năm 2013

Giải đấu kết thúc với trận chung kết toàn Caribe, với Cộng hòa Dominica đối đầu Puerto Rico . Trong trận chung kết, tay ném Samuel Deduno xuất phát cho Cộng hòa Dominica, trong khi Giancarlo Alvarado xuất phát cho Puerto Rico.   35.703 người hâm mộ đã có mặt ở trận đấu tại AT&T Park ở San Francisco, và 50.000 người hâm mộ Dominica đã theo dõi trận đấu tại Sân vận động Quisqueya ở Santo Domingo, Cộng hòa Dominica .  Ở Puerto Rico, trận chung kết là sự kiện thể thao được xem nhiều nhất trong năm với gần ba phần tư số hộ gia đình theo dõi.   Edwin Encarnación ghi hit đúp đưa về hai điểm ở hiệp đầu tiên, giúp Cộng hòa Dominica dẫn trước. Erick Aybar đánh về điểm số thứ ba trận đấu cho Cộng hòa Dominica. Deduno đã ghi được năm lần strike-out trong năm hiệp đấu không để mất điểm và Fernando Rodney đã hoàn thành trận đấu với việc bảo toàn chiến thắng lần thứ bảy tại giải để đưa Cộng hòa Dominica vô địch WBC lần đầu tiên.  Bốn cầu thủ ném bóng hộ công của Dominica đã đóng góp vào 4 hiệp đấu không mất điểm. 
Đây là lần thứ ba trong giải đấu mà Cộng hòa Dominica đánh bại Puerto Rico.  Cộng hòa Dominica đã hoàn thành giải đấu với thành tích 8–0, trở thành đội đầu tiên bất bại giành ngôi vô địch tại World Classic.  Robinson Canó được vinh danh là Cầu thủ xuất sắc nhất giải đấu sau khi anh đạt 15 hit trên 32 lần đánh bóng (tỉ lệ 0,469), nhiều hit nhất trong lịch sử giải đấu. Sau trận đấu, đội đã được tổng thống Dominica Danilo Medina chúc mừng chức vô địch.  

### 2017: Người Mỹ khẳng định đẳng cấp

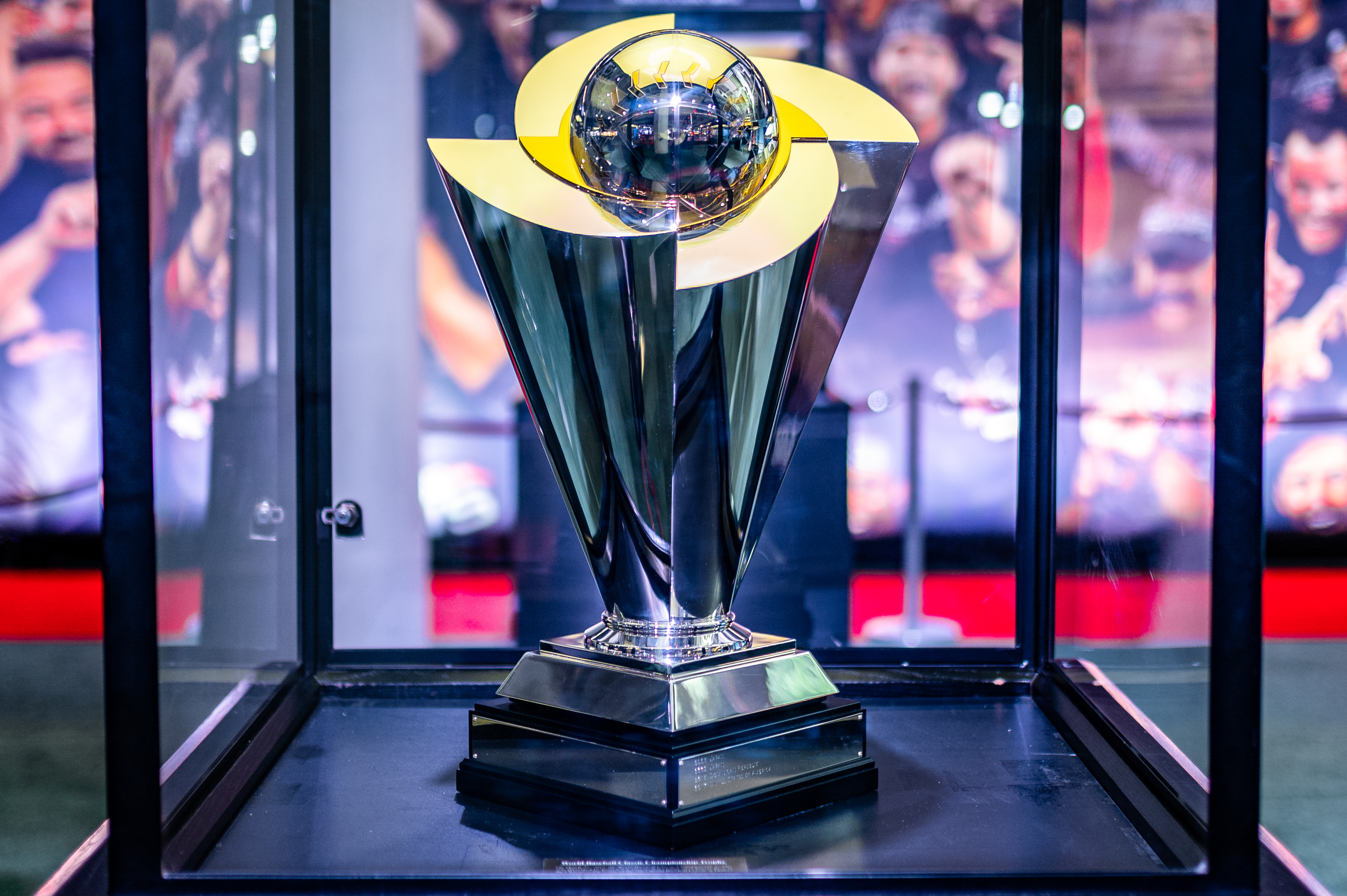
Cúp WBC năm 2013 và 2017

Giải đấu năm 2017 đưa trở lại thể thức vòng tròn tại hai vòng đầu sử dụng vào năm 2006, và bổ sung trận đấu tie-break nếu cần. Colombia và Israel lần đầu tiên vượt qua vòng loại, trong đó Israel sử dụng đội hình chủ yếu là cầu thủ người Mỹ gốc Do Thái . Trước khi Giải bóng chày cổ điển thế giới 2017 bắt đầu, ESPN coi Đội Israel, xếp hạng 41 trên thế giới, là đội yếu thế nhất trong giải đấu, so sánh đội này với đội tuyển trượt tuyết lòng máng Jamaica.   Mặt khác, nhà vô địch bảo vệ danh hiệu Cộng hòa Dominica đã kéo dài chuỗi trận thắng tại WBC từ 2013 lên 11 trận trước khi bị loại ở vòng 2. Puerto Rico đã vào tới trận chung kết mà không thua trận nào trong 7 trận đã đấu, trong đó đã đánh bại Hoa Kỳ khi họ đối đầu ở vòng một. 
Nhật Bản đã lọt vào bán kết với chiến thắng ở cả sáu trận đấu diễn ra ở các vòng trước.  Ở vòng bán kết, Tanner Roark xuất phát trên bục ném cho Hoa Kỳ,  trong khi Sugano Tomoyuki ném chủ công cho Nhật Bản.  Roark đã ném bốn hiệp không để mất điểm,  trong khi Sugano để mất một điểm trong sáu hiệp. Đội tuyển Hoa Kỳ ghi được một điểm nhờ cú hit đơn đưa chân chạy về của Andrew McCutchen ở hiệp đấu thứ tư, trước khi Kikuchi Ryosuke ghi một cú homerun cho Nhật Bản ở hiệp thứ sáu để cân bằng tỷ số. Hoa Kỳ ghi thêm một điểm nữa ở hiệp thứ tám để vươn lên dẫn trước và Luke Gregerson đã ném tốt để bảo toàn chiến thắng cho Hoa Kỳ. Mặc dù đội Nhật Bản được đánh giá là đội phòng thủ chắc chắn nhất tại WBC, nhưng những sai lầm của Kikuchi ở chốt hai và Matsuda Nobuhiro ở chốt ba đã dẫn đến những điểm số khiến Nhật Bản về nước. 
Trong trận chung kết, Seth Lugo xuất phát trên bục ném cho Puerto Rico,  và Marcus Stroman bắt đầu cho Hoa Kỳ. Ian Kinsler ghi một cú home run 2 điểm cho đội tuyển Hoa Kỳ ở hiệp ba, trong khi đội Puerto Rico tỏ ra sa sút khi không ghi được một điểm nào trong suốt trận đấu. Kinsler lại ghi điểm ở hiệp thứ năm nhờ cú hit đơn của Christian Yelich, và Yelich sau đó ghi điểm nhờ cú hit đơn của McCutchen. Hai lần ghi điểm nữa nhờ cú hit đơn trong thế đầy chốt của Brandon Crawford ở hiệp thứ bảy, và Giancarlo Stanton ghi điểm thứ ba của hiệp đấu với cú hit đơn đưa về 1 điểm. Trong khi đó, Stroman không để mất điểm lần nào trong sáu hiệp đầu tiên. Hoa Kỳ ghi thêm một điểm nữa ở hiệp thứ tám với thêm cú hit đơn của McCutchen. Hoa Kỳ đã hoàn thành việc giữ sạch bảng để giành chức vô địch.  Stroman được vinh danh là Cầu thủ xuất sắc nhất của giải đấu. 

### 2023: "Phong trào bóng chày đã thắng lợi"

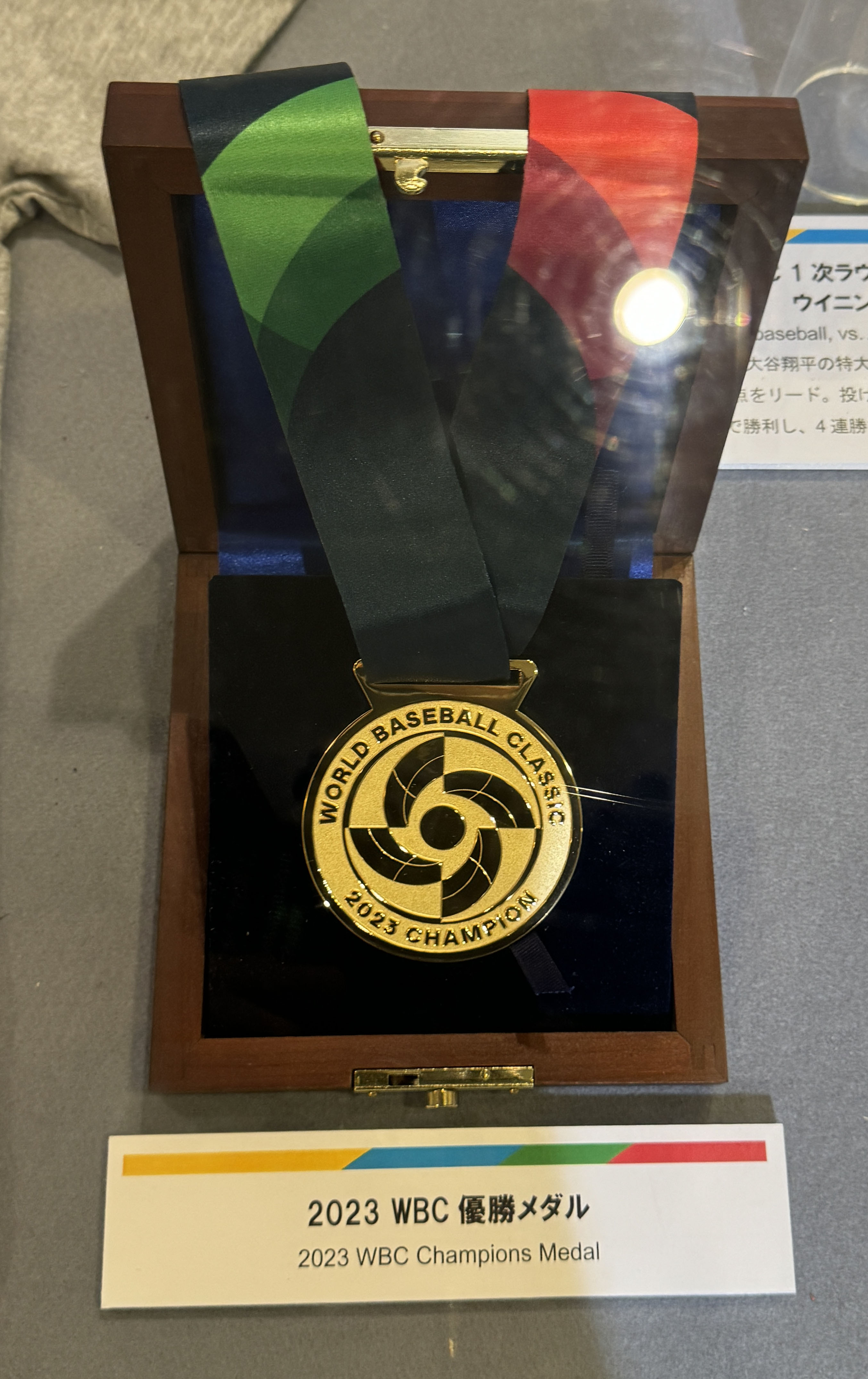
Huy chương vàng WBC 2023, ngày 21 tháng 11 năm 2023

Vào tháng 1 năm 2020, MLB công bố rằng kì WBC năm 2021 sẽ mở rộng số đội tuyển tham dự lên 20 đội. Bốn đội tham gia bổ sung sẽ được xác định thông qua các sự kiện vòng loại ban đầu được dự kiến diễn ra vào tháng 3 năm 2020.  Tuy nhiên, vào ngày 12 tháng 3 năm 2020, Major League Baseball đã thông báo rằng giải đấu năm 2021 sẽ bị hoãn lại do đại dịch COVID-19 . 
Thể theo Thỏa ước lao động tập thể (CBA) sau cuộc đình công của các cầu thủ MLB năm 2021–2022, kì Siêu kinh điển Thế giới tiếp theo được dự kiến tổ chức vào năm 2023.   Vòng loại cho giải đấu kết thúc vào ngày 5 tháng 10 năm 2022, với Cộng hòa Séc, Vương quốc Anh, Panama và Nicaragua giành được suất tham dự vòng chung kết WBC.  Vòng chung kết diễn ra từ ngày 8 tháng 3 năm 2023 đến ngày 21 tháng 3 năm 2023.  
Đối với kì Siêu kinh điển năm 2023, MLB tiếp tục kêu gọi các ngôi sao trong giải tham gia. Việc ngôi sao 3 lần giành MVP Mike Trout công bố nhận lời thi đấu cho đội tuyển Mỹ đã thúc đẩy một loạt những cầu thủ lớn khác bao gồm Trea Turner, Paul Goldschmidt, Nolan Arenado, J.T. Realmuto, Mookie Betts tham gia tuyển Mỹ, cũng như thúc đẩy hơn nữa việc các ngôi sao tham gia thi đấu cho nhiều đội tuyển khác. Đội tuyển Nhật Bản đã tập hợp đội hình toàn sao bao gồm Ōtani Shōhei, Sasaki Rōki, Darvish Yū, Yoshida Masataka, Murakami Munetaka và Yamamoto Yoshinobu, để tạo nên đội tuyển Nhật Bản được nhiều người coi là mạnh nhất trong lịch sử.
Tuyển Hoa Kỳ đã đánh bại Venezuela để đối mặt với Cuba, một đội tuyển rất giàu thành tích tại các giải đấu quốc tế, ở vòng bán kết; trong khi Nhật Bản đối đầu với Mexico, một đội cửa dưới đang có phong độ rất cao, với cầu thủ nổi bật nhất là chân sân ngoài Randy Arozarena của Tampa Bay Rays.
Ở vòng bán kết, Hoa Kỳ hủy diệt Cuba, để đối đầu với Nhật Bản, đội đã đánh bại Mexico sau một trận cầu kịch tính tới tận hiệp cuối. Trận chung kết trở thành sự kiện lớn tại Nhật Bản, thu hút hơn 54 triệu lượt người xem. Xuất phát trên bục ném cho Nhật Bản là tay ném Imanaga Shota, trong khi Merrill Kelly ném chủ công cho Hoa Kỳ. Với tỷ số dẫn trước 3 - 2, hai out và không có chân chạy trên chốt ở cuối hiệp thứ chín, tay ném Ōtani Shōhei của Nhật Bản - một trong những cầu thủ xuất sắc nhất từ trước tới nay - đối đầu với đồng đội của anh ở CLB Angels  là Mike Trout, người được coi là cầu thủ vĩ đại nhất trong thế hệ của mình, lên đánh bóng. Sau cú ném đầu tiên của lượt đấu mang tính biểu tượng này, bình luận viên Joe Davis của đài Fox Sports đã suy ngẫm về cảnh tượng này và nói rằng, "Như Benji Gil đã nói tối qua, 'phong trào bóng chày đã thắng lợi rồi." Hai người đã chiến đấu đến tận khi kịch số bóng (full count). Ohtani dụ Trout vung trượt với một pha bóng cong, qua đó loại Trout và ấn định chiến thắng và chức vô địch cho Nhật Bản.
Sau trận đấu, đội tuyển Nhật đã được thủ tướng Nhật Bản Kishida Fumio tiếp đón trọng thị khi về nước. Với chiến thắng của Nhật Bản trước Hoa Kỳ trong trận chung kết, họ đã trở thành đội thứ hai giành chiến thắng trong lịch sử giải Siêu kinh điển Thế giới với thành tích thi đấu bất bại, sau Cộng hòa Dominica vào năm 2013. 

### Giải đấu năm 2026
Trước trận chung kết của giải đấu năm 2023, Ủy viên MLB Rob Manfred đã thông báo rằng kì World Classic tiếp theo sẽ được tổ chức vào năm 2026, với 16 đội giành quyền tham dự bằng cách lọt vào top bốn ở bốn bảng đấu tại giải đấu năm 2023, và bốn đội còn lại sẽ được xác định thông qua giải đấu vòng loại vào năm 2025.  Đài Loan, Nicaragua, Brazil và Colombia là các đội tuyển vượt qua vòng bảng.
Vào tháng 5 năm 2024, giải đấu được công bố sẽ tổ chức tại các sân tại Miami, Florida ; Houston, Texas ; San Juan, Puerto Rico ; và Tokyo, Nhật Bản . Vòng tứ kết sẽ được chia đều giữa các địa điểm Miami và Houston, và các trận bán kết và chung kết sẽ tổ chức tại Miami. 

## Danh sách kết quả qua từng năm

## Thể thức tổ chức
Các kì World Classic được tổ chức vào tháng 3, trùng giai đoạn tập huấn mùa xuân của hầu hết các giải bóng chày chuyên nghiệp hàng đầu như Major League Baseball (MLB), Nippon Professional Baseball (NPB) và KBO League .  Các địa điểm tổ chức có thể là sân bóng chày trong nhà hoặc sân vận động bóng chày ngoài trời, nơi có nhiệt độ nhẹ hoặc ấm vừa phải vào đầu mùa xuân.

## Luật thi đấu

### Điều kiện tham dự
Ngoài các quy tắc tiêu chuẩn của luật bóng chày, giải WBC còn áp dụng các quy tắc bổ sung sau:
Một cầu thủ đủ điều kiện thi đấu cho một đội tuyển tại World Baseball Classic nếu đáp ứng bất kỳ tiêu chí nào sau đây: 
- Cầu thủ là công dân của quốc gia của đội tuyển đại diện.
- Cầu thủ đủ điều kiện nhập tịch hoặc sở hữu hộ chiếu theo luật pháp của quốc gia của đội tuyển đại diện, nhưng chưa được cấp quốc tịch hay hộ chiếu; trong trường hợp này, người chơi có thể yêu cầu được ban tổ chức giải cấp quyền.[cần giải thích]
- Cầu thủ là thường trú nhân hợp pháp của quốc gia hoặc vùng lãnh thổ của đội tuyển đại diện.
- Cầu thủ được sinh ra ở quốc gia hoặc vùng lãnh thổ của đội tuyển đại diện.
- Cầu thủ có một trong hai cha mẹ, còn sống hay đã mất là công dân của quốc gia mà đội tuyển đại diện.
- Cầu thủ có một trong hai cha mẹ sinh ra ở quốc gia hoặc lãnh thổ mà đội tuyển đại diện. [53]

### Giới hạn khối lượng ném
Một cầu thủ giao bóng không được phép ném nhiều hơn:
- 85 cú ném mỗi trận trong Vòng loại (tất cả các giải đấu kể từ năm 2013, khi vòng này được giới thiệu)
- 65 cú ném mỗi trận trong Vòng 1 (tất cả các giải đấu ngoại trừ năm 2009, trong đó giới hạn là 70)
- 80 cú ném mỗi trận trong Vòng 2 (tất cả các giải đấu ngoại trừ năm 2009, trong đó giới hạn là 85)
- 95 cú ném mỗi trận trong vòng bán kết hoặc chung kết (tất cả các giải đấu ngoại trừ năm 2009, trong đó giới hạn là 100)

### Luật "khoan hồng"
Để tránh các trận có thế trận một chiều diễn ra quá lâu, các trận đấu sẽ kết thúc sớm nếu có một đội dẫn trước ở một khoảng cách điểm nhất định. Quy chế này không áp dụng trong giai đoạn loại trực tiếp. 

### Tay đập chỉ định
Tay đập chỉ định được phép áp dụng cho tất cả các trận đấu. 

### Hiệp phụ
Từ năm 2009 đến năm 2017, kể từ hiệp đấu thứ 11, các lượt tấn công bắt đầu với chân chạy tren các chốt một và hai.  Chân chạy được chỉ định là những cầu thủ đã đánh ở hai vị trí trước cầu thủ đánh mở màn cho hiệp đấu (hoặc cầu thủ dự bị được gọi vào để chạy thay cho những cầu thủ đó). Ban tổ chức đã áp dụng quy định này bắt đầu từ giải đấu năm 2009, mặc dù ban đầu, nó chỉ được áp dụng từ hiệp đấu thứ 13.  Mục đích đằng sau quy định này là giúp đảm bảo các trận đấu hiệp phụ kết thúc khẩn trương nhất có thể, giảm khả năng chứng kiến các trận đấu hiệp phụ kéo dài gây khối lượng thi đấu không đáng có cho cầu thủ, nhất là cầu thủ giao bóng.  Không có trận đấu nào tại WBC 2009 và 2013 có hiệp phụ kéo đến thời điểm luật này có hiệu lực, nên tới WBC 2017 thì luật này mới có trường hợp áp dụng và ảnh hưởng đến kết quả trận đấu. Có ba trận đấu như vậy vào năm 2017 và cả ba đều ấn định kết quả ở hiệp thứ 11.
Vào năm 2023, luật được điều chỉnh để tuân thủ với luật của Major League Baseball . 

### Công nghệ ghi hình hỗ trợ trọng tài
Bắt đầu từ WBC 2023, việc khiếu nại phán quyết sử dụng hỗ trợ ghi hình được áp dụng cho mọi tình huống được qui định áp dụng tại Major League Baseball. 

### Hệ số điểm ghi-mất
Khác các trận đấu trong mùa giải chuyên nghiệp, hệ số điểm ghi được và mất đi của một đội tuyển tại WBC có thể định đoạt tấm vé vào vòng tiếp theo trong trường hợp có cùng số trận thắng-bại. Trong những trường hợp như vậy, các đội tuyển được xếp hạng theo hệ số thi đấu của họ, bao gồm tổng số điểm ghi được trong các trận và số out phải nhận tại hiệp cuối của một trận thắng.  Điều này đã gây ra vấn đề tại WBC 2013, khi một trận đấu đã gây ra một cuộc ẩu đả giữa đội Canada và đội Mexico (tay đánh bóng của Canada Chris Robinson đã gõ bóng thành hit dù Canada đã dẫn trước khá xa, khiến tay ném Arnold Leon của Mexico cố ý ném ba cú liên tiếp vào người tay đánh bóng tiếp theo, Rene Tosoni ).
Những tiêu chí tie-break trên đã được thay đổi bắt đầu từ WBC 2017 sang xem xét "hiệu giữa số điểm ghi được và điểm mất đi", và thành tích đối đầu.